# Félix Rienth
Félix Rienth Allué (n. Basilea; 24 de junio de 1970) es un tenor de nacionalidad española y suiza.

## Biografía
Hijo de madre española y padre suizo, nació en Basilea, siendo nieto del poeta y ensayista vallisoletano Fernando Allué y Morer (1899-1982). Félix Rienth está casado con la flautista suiza Muriel Rochat Rienth, con la que ha publicado en 2009 las cantatas y sonatas para flauta dulce de Johann Christoph Pepusch (en la discográfica madrileña "Enchiriadis"), obteniendo una excelente acogida por la prensa especializada internacional.

## Formación musical
Recibió su primera formación musical en la Knabenkantorei Basel (Coro de los Niños Cantores de Basilea), debutando en la Ópera de Basilea como "Primer Genio" en la "Flauta mágica" de Mozart, dirigida por Armin Jordan. Estudia canto en Basilea, diplomándose por el Conservatorio Superior de Música de Berna, en la "Opéra Studio Suisse". Como tenor, da conciertos en las salas más prestigiosas de Suiza (Victoria Hall de Ginebra, Tonhalle de Zúrich) y es invitado a muchos países de Europa como intérprete de oratorios: a la Filarmonía de Colonia, a la Sala del Mozarteum de Salzburgo, a la Sala Filarmónica de Graz, a Múnich, Bruselas, La Haya, Palma de Mallorca. 
También ha actuado en festivales importantes de Lisboa, París, Ambronay, Ámsterdam, Gante, Granada, Peñíscola y en la Expo 2008 de Zaragoza. En el Festival de Música de Motril (Granada) ofreció un recital barroco en presencia de S.M. la Reina de Bélgica, Fabiola de Mora y Aragón. Ha trabajado repertorio de música antigua española con Eduardo López Banzo y con Gabriel Garrido, además de colaborar con Frans Brüggen y su "Orchestra of the 18th century". De su discografía, dedicada prácticamente a la música antigua, destaca la grabación del "Parnaso español" de Pedro Ruimonte, que fue premiado con el "diapasón de oro" en Francia y un compacto monográfico con cantatas del catalán Francesc Valls, elegido "mejor disco barroco del año 2007" en Holanda. Su grabación de los "Tonos humanos" de José Marín (en la discográfica La Mà de Guido) fue considerada "CD de referencia" por la revista alemana "Klassik heute". En España colabora con los grupos Musica Ficta, "Resonet", "Harmonia del Parnàs". En 2014 publica junto a "La Tempesta Basel" en Enchiriadis un CD con cantatas para tenor de Telemann, elegido entre los "10 mejores discos del mes" de la revista "RITMO" (Madrid).

### Discografía selecta
- 2004 - Musique de la cathédrale de Oaxaca. Ensemble Elyma. Gabriel Garrido. K617
- 2006 - Mil suspiros dio Maria (Renacimiento en Brasil). Continens Paradisi. Ricercar
- 2006 - Francesc Valls: Cantatas. A corte Musical. Symphonia
- 2007 - Flores de Lisboa (Música portuguesa del XVII). A corte musical. K617
- 2009 - J.C. Pepusch: Cantatas para tenor. La Tempesta Basel. Enchiriadis
- 2011 - José Marín: "Tonos humanos". Felix Rienth, tenor - Manuel Vilas, arpa. La Mà de Guido
- 2014 - Georg Philipp Telemann: Cantatas para tenor. La Tempesta Basel. Enchiriadis